# 폭풍탈주
《폭풍탈주》(영어: Hard Justice) 혹은 폭풍 탈주는 1995년 공개된 미국 영화이다.

## 출연
- 데이빗 브래들리 - 닉 아담즈
- 유지 오쿠모토 - 지미 윙
- 베니타 안드레 - 한나
- 짐 마니아시 - 클린
- 찰스 네이피어 - 파이크

## 한국판 성우진(KBS)
- 이규화 - 닉 아담즈(데이빗 브래들리)
- 장승길 - 지미 윙(유지 오쿠모토) / 오징어(아담 클락)
- 강희선 - 한나(베니타 안드레)
- 한상덕 - 클린(짐 마니아시)
- 김환진 - 니클스(알론 스티비)
- 김병관 - 파이크(찰스 네이피어)
- 온영삼 - 브루노(해롤드 캐논) / 정보원(버넌 웰스)
- 유민석 - 레리 딕커슨(클라베 하틀리) / 리(윌리엄 S. 윙)
- 임성표 - 간수(로버트 웨르한)
- 박홍식 - 웹스터(패트릭 비숍)
- 성완경 - 초우(존 코야마)